# La Grande Évasion (jeu vidéo)
Pour les articles homonymes, voir The Great Escape.
Pour le jeu vidéo publié par Ocean Software, appelé The Great Escape, voir The Great Escape.
 (avril 2014).
Si vous disposez d'ouvrages ou d'articles de référence ou si vous connaissez des sites web de qualité traitant du thème abordé ici, merci de compléter l'article en donnant les références utiles à sa vérifiabilité et en les liant à la section « Notes et références ».
La Grande Évasion (en anglais The Great Escape) est un jeu vidéo d'action et d'infiltration à la troisième personne développé par Pivotal Games et édité par SCi Games sur PlayStation 2, Xbox et PC. C'est une adaptation du célèbre film du même nom. Le jeu est sorti (respectivement sur les consoles notées précédemment) le 29 août 2003, en septembre 2003 et, pour finir, le 4 septembre 2003.
Ce jeu, qui suivait pourtant le premier Conflict: Desert Storm et qui précédait de quelques jours seulement Conflict: Desert Storm II des mêmes créateurs, a reçu principalement des critiques juste convenables par la presse spécialisée.

## Histoire
Le jeu-vidéo prend les grandes lignes du film et rajoute des séquences inédites. On incarne MacDonald, Hedley, Sedwick et Hilts dans des séquences parfois avec des véhicules (par exemple la moto à la fin du film). 

## Système de jeu
Une fois le jeu fini, deux options s'ajoutent au menu du jeu (si vous sauvegardez à la fin du jeu) :
- « Sélection de niveau » : Cette option vous permet de refaire la mission que vous désirez (vous la choisissez) ;

- « Évasion suprême » : Cette option permet de refaire tout le jeu, mais en ayant du temps défini pour réaliser chaque niveau.

## Accueil
La critique a été assez sévère : 
Le jeu souffre de graphismes ressemblant parfois aux textures des consoles de la génération précédente (pour ne pas dire laids, bien qu'ils soient occasionnellement convenables), d'une bande son composée de pas plus de cinq musiques (avec les doublages des personnages sans conviction et bogués), d'une jouabilité (gameplay) incomplète et pas vraiment jouissive, et d'une durée de vie courte (7 heures maximum pour une première partie).
Le jeu a donc reçu des critiques aux alentours de la moyenne :
- 10/20 (Jeuxvideo.com)[2]

- 5/10 (IGN)[3]

- 6,1/10 (GameSpot)[4]

- 10/20 (Jeuxvideo.com)[2]
- 5/10 (IGN)[3]
- 6,1/10 (GameSpot)[4]